# Carl Kaysen
Carl Kaysen (* 5. März 1920 in Philadelphia, Pennsylvania; † 8. Februar 2010 in Cambridge, Massachusetts) war ein US-amerikanischer Wirtschaftswissenschaftler, Autor und Regierungsberater.

## Leben
Carl Kaysen war zweimal verheiratet. Seine Tochter, die Autorin Susanna Kaysen, stammt aus seiner ersten Ehe mit Annette Neutra, welche 1990 verstarb. Er studierte u. a. an der University of Pennsylvania und der Harvard University (Doktorgrad Ph.D. 1954). Kaysen erhielt ein Guggenheim-Stipendium und war in den Bereichen Wirtschaftswissenschaften, Politik und Soziologie tätig. Sein Hauptbeschäftigungsfeld waren die Rüstungskontrolle und Internationale Beziehungen. Bereits während seines Studiums war er für das Office of Strategic Services des Kriegsministeriums der Vereinigten Staaten tätig. Ab 1955 lehrte er bis 1966 an der Harvard University. Später war er Professor am Massachusetts Institute of Technology (MIT) und Direktor des Institute for Advanced Study. Ab 1981 war er ebenfalls Direktor seines Wissenschaftsbereiches am MIT. Carl Kaysen war Stellvertretender Vorsitzender der American Academy of Arts and Sciences, in die er 1954 gewählt worden war, und seit 1967 Mitglied der American Philosophical Society.

## Präsidentenberater
Von 1961 bis 1963 war Carl Kaysen Berater von Präsident John F. Kennedy im Executive Office. Als Deputy National Security Advisor war er direkt dem Nationalen Sicherheitsberater McGeorge Bundy unterstellt und für die Bereiche Außenhandel, Ökonomie und den potentiellen Einsatz von Nuklearwaffen verantwortlich.

## Veröffentlichungen (Auswahl)
- “United States v. United Shoe Machinery Corporation”: An Economic Analysis of an Anti-Trust Case, 1956
- The American Business Creed (mit Sutton, Harris, Tobin), 1956
- Anti-Trust Policy: An Economic and Legal Analysis (mit Donald F. Turner), 1959
- The Demand for Electricity in the United States (mit Franklin M. Fisher), 1962
- The Higher Learning: The Universities and the Public, 1969
- Content and Context: Essays on College Education, 1973
- A Debate on “A Time to Choose” (mit William Tavoulareas), 1977
- Program for Renewed Partnership: A Report, 1980.
- Nuclear Weapons After the Cold War (Foreign Affairs), 1991
- War with Iraq: Costs, Consequences, and Alternatives (American Academy of Arts and Sciences), 2002